# Ярославичи (Ровненская область)
Ярославичи (укр. Ярославичі) — село в Дубенском районе Ровненской области Украины. Административный центр Ярославичской сельской общины.
До 2020 года входило в Млиновский район.
Население по переписи 2001 года составляло 549 человек. Почтовый индекс — 35112. Телефонный код — 3659. Код КОАТУУ — 5623889801.